# Джарилгацький маяк
Джарилга́цький мая́к — один з найважливіших маяків Чорного моря. Розташований в східній частині острова Джарилгач Херсонської області Скадовського району.
Побудований у 1902 році, має статус пам'ятника культури. Загальна висота маяка 24,4 м, з видимістю світла до 14,8 милі. Його металевий каркас та технічне оснащення виготовлено в Парижі. Автор проєкту - Ґюстав Ейфель (Бенікгаузен).

## Острів Джарилгач
Джарилгач — (крим. Carılğaç) слово тюркського походження має значення «обпалені дерева».
Острів у Каркінітській затоці Чорного моря, найбільший острів України та Чорного моря. Площа — 5605 га, загальна довжина — 42 км, а найвища точка — 2 м.
Джарилгацький острів відділений від материка Джарилгацькою затокою складається з двох різних частин. Західна частина — вузька піщана,- починається у селища Лазурне. Її довжина 18,5 км, ширина від 30 до 430 м і займає лише 6 % загальної площі острова. Східна частина має довжину 23,2 км і ширину до 4,6 км. Загальна її площа 949 га, з 200 соляними та кількома прісними водоймами.
Адміністративно належить до Скадовського району Херсонської області. Вся територія острова та частина прилеглої акваторії входить у Національний природний парк «Джарилгацький».

## Історія виникнення
Газета «Юг» від 10 жовтня 1899 р. писала: «У вересні 1899 року головний командир флоту і портів Чорного й Азовського морів віце-адмірал Сергій Петрович Тиртов відвідав всі пристані Каркінітської затоки і дійшов до висновку, що Джарилгацька бухта й порт Скадовськ придатний для каботажних суден. Морське міністерство ухвалило рішення спорудити на острові Джарилгач маяк».
У тому ж 1899 році Сергій Балтазарович Скадовський викупив острів Джарилгач у землевласника Вассала Олександра Романовича, а з весни 1900 року Морське міністерство почало спорудження маяка саме в тому місці, де вже майже 75 років діяв маячний знак «5 Зн».

## Технічне оснащення
На мисі Джарилгач у 1902 році в координатах 46° 00′ та 33° 04′ був зібраний та встановлений Джарилгацький 24,4-х метровий маяк, виготовлений у вигляді білої залізної башти розкосої системи з центральною трубою. Його центральна частина у вигляді циліндра забезпечувала морякам видимість світла до 14,8 милі багато років.
Світло було двох кольорів — білого та червоного. Білий від SW 78° 30′ до SW 15°, червоний від SW 15° до SO 65°, червоний від SO 65° до NO 50° 45′, білий від NO 50° 45′ до NW 50° 45′. У червоних секторах позначалася небезпека. Для прийняття телеграм на маяку розміщувався телефон.
Усе його технічне оснащення та металевий каркас було виготовлено в Парижі на гроші С. Б. Скадовського. Є інформація, що ажурний металевий каркас маяка та його необхідні пристрої були спроєктовані французьким архітектором А. Г. Ейфелем, який є автором символу Парижу — Ейфелевої вежі.
За іншими джерелами, маяк був виготовлений за проєктом одного з його учнів.

## Світлооптичний апарат
Світлооптичний апарат маяка ВВТ складався з одного керосиножарового пальника (замість 15-ти оливних на старих системах) і давав пучок світла силою у 150000 кандел замість декілька сотень старих. Світло пальника фокусувалося в лінзі Френеля діаметром до 1,5 м і складалося із пару рядів скляних обручів, оправлених у бронзовий каркас. Ця лінза Джарилгацького маяка збереглася і дотеперішнього часу. Її поставили на новий маяк, а світло дають світлодіодні лампи від сонячних батарей.
1958 року на маяк встановили електричну 500-ватну лампу, що забезпечувала видимість світла на 23 милі. Підживлення акумулятора здійснювалося за рахунок дизеля-генератора.

## Начальники маяка
З червня 1902 року першим начальником Джарилгацького маяка був губернський секретар Володимир Олександрович Дунін. У березні 1903 року його змінив Аркадій Павлович Чеков — відставний колезький секретар, який, ймовірно, обіймав цю посаду до 1917 року.
З 1923 р. і до 1940 р. начальником Джарилгацького маяка був Пилип Федорович Соколов, разом з ним працювали: Шаповалов, Рєзанов та Сєлищев. В ніч з 24 на 25 червня 1924 р., саме вони, коли був шторм 8 балів, за 3 кілометри від маяка врятували вітрильне судно «Рєзвий» .
З 1940 року начальником Джарилгацького маяка був Василь Володимирович Чернов, він же виконував ці обов'язки з 1943 до 1952 року.
У 1952—1957 рр. маяком керував Никифор Архипович Смирний, а після нього до 1963 року — Анатолій Васильович Климак.
Головним наглядачем маяка з 1963 до 1966 рр. був Трохим Юхимович Литовка, потім протягом року — Володимир Данилович Лихогуб. Два роки керував маяком В'ячеслав Олексійович Ямшиницький, а з 1969 року його посаду зайняв Михайло Михайлович Пензов.

## Будівлі біля маяка
Джарилгацький маяк з комплексом жилих будівель був збудований у 200 метрах від моря. У 1920-х роках у них було розквартировано прикордонний загін, пізніше там жив обслуговувальний персонал маяка, існувала метеостанція.
У 60-х рр. шторм зруйнував одну з будівель. Пізніше прийшлось розібрати й інші. На цей час цих будівель вже немає, їх зруйнувало море (залишивши один кут спиляного вапняку). Кожен рік воно наступало на 1- 1,5 метра.

## Сучасний стан
Маяк зберігся до нашого часу, і до нього можна було вільно зайти. На його оглядовий майданчик вели 105 сходинок, з якого було видно увесь острів, материкове узбережжя Херсонщини, навіть Крим. У вересні 2005 року вхід до маяка було закрито і він припинив своє функціонування.
Цей пам'ятник культури постійно піддається ерозії з боку моря. Є наміри демонтувати старий Джарилгацький маяк, оскільки немає кому його утримувати, але тоді ми втратимо одну з цікавих історичних пам'яток — візитну картку Скадовська. Була пропозиція перенести споруду на площу в Скадовську або поставити маяку пам’ятник, а саму вежу розібрати.

## Джарилгацький маяк і письменники
Борис Житков в оповіданні «Джарилгач» (1924 р.) згадує другий Джарилгацький знак. Та розповідає про пригоди дев'ятирічного хлопчика Митька Хряпова на острові Джарилгач.
Про маяк на острові Джарилгач згадував і Давид Давидович Бурлюк (художник, поет, теоретик мистецтва, літературний і художній критик, видавець) у «Морской повести», (закінчив писати 27 листопада 1919 р). Він вказує на те, що доглядач маяка прожив з дружиною на острові 22 роки. Автор згадує про їхню доньку Зіну, і помічників начальника маяка (у якого він і зупинявся) — матросів Перфільєва і Васильєва.
26 серпня 1928 року письменник і мандрівник — Павло Лукницький записав у своєму щоденнику: «На шаланді „Голубка“ ходив на острів Джарилгач, а звідтіля до соляних промислів, до пустинних устричних мілин і островів, де живуть мільйони пронизливо і голосно крикливих бакланів, чайок, мартинів і різних інших, де чаплі не бояться людей, а дельфіни живуть в домашній обставі — лежать на піску та повільно і ліниво жують рибу, котра сама повзе до рота. Ловив камбалу, дресував ящірку, після роботи ходив по ґрунту, засипаному устричними черепашками. Все це — Бретань, Нормандія, все, що завгодно, тільки не Чорноморське узбережжя. На вітрильно-моторному човні „Красный казак“ потрапив у Хорли, найтаємничіший куток на Чорному морі.»
Мальовничо писав про Джарилгацьку затоку і письменник Костянтин Георгійович Паустовський у повісті «Чорне море» (1935 р.).
Не оминув увагою Джарилгацьку затоку і Павло Загребельний. Його третя збірка «Новели морського узбережжя» (1958 р.) — писалися влітку 1956 року у Скадовську на березі Джарилгацької затоки .
23 квітня 2010 року Джарилгацький маяк відвідав Акір Судзукі — перекладач з Японії. Саме він переклав оповідання Давида Бурлюка «Морская повесть», та став головним його популяризатором на Херсонщині.

## Галерея

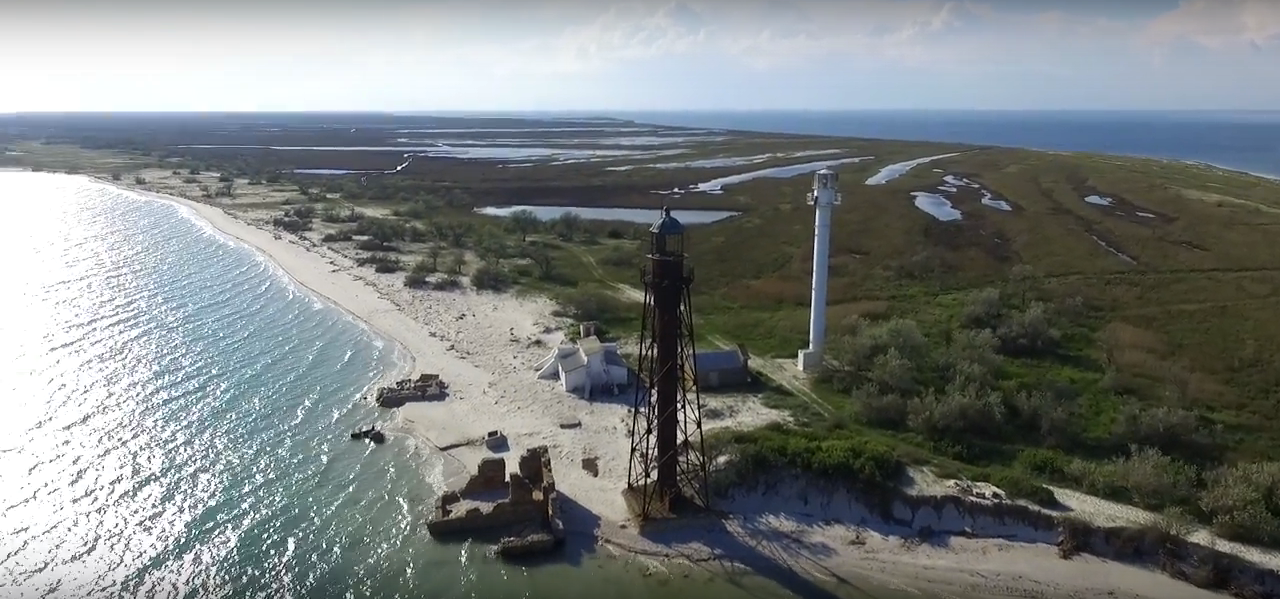
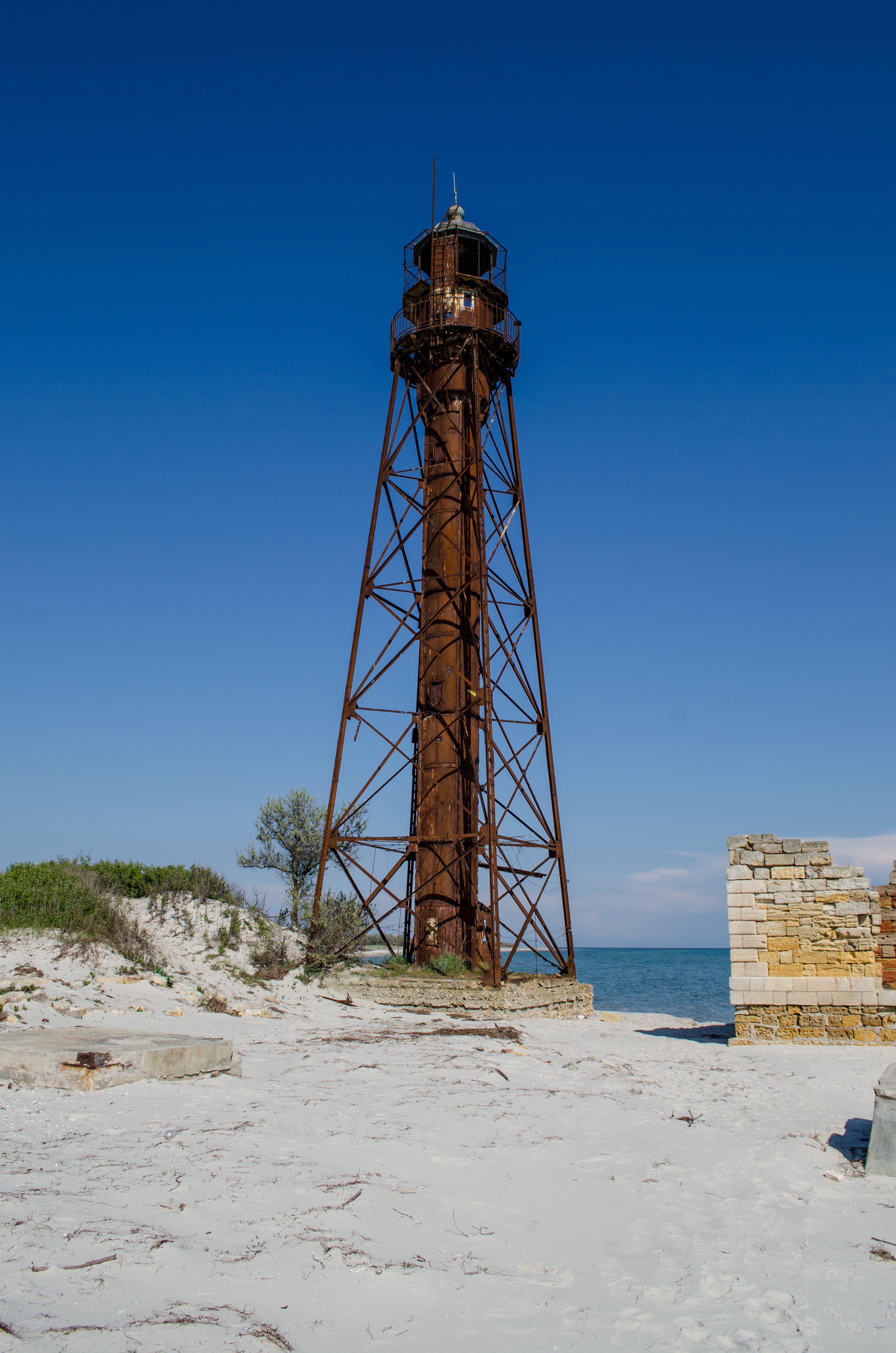
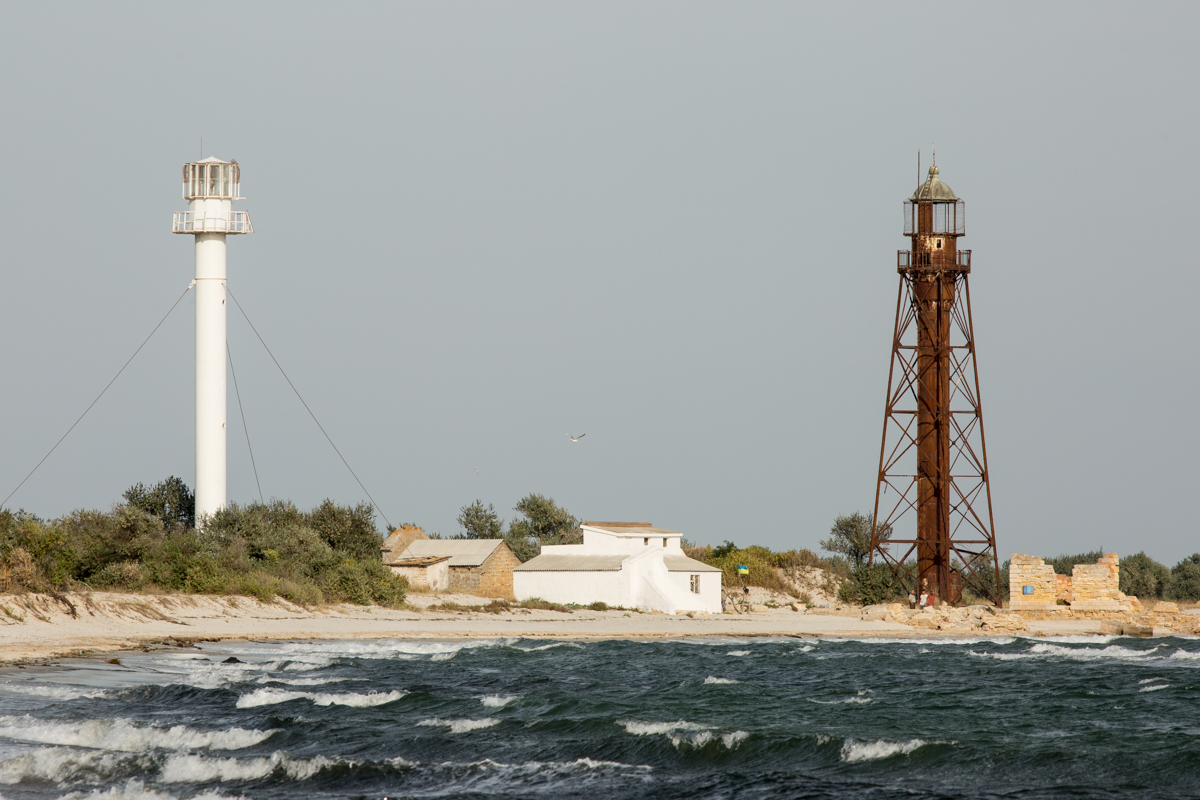
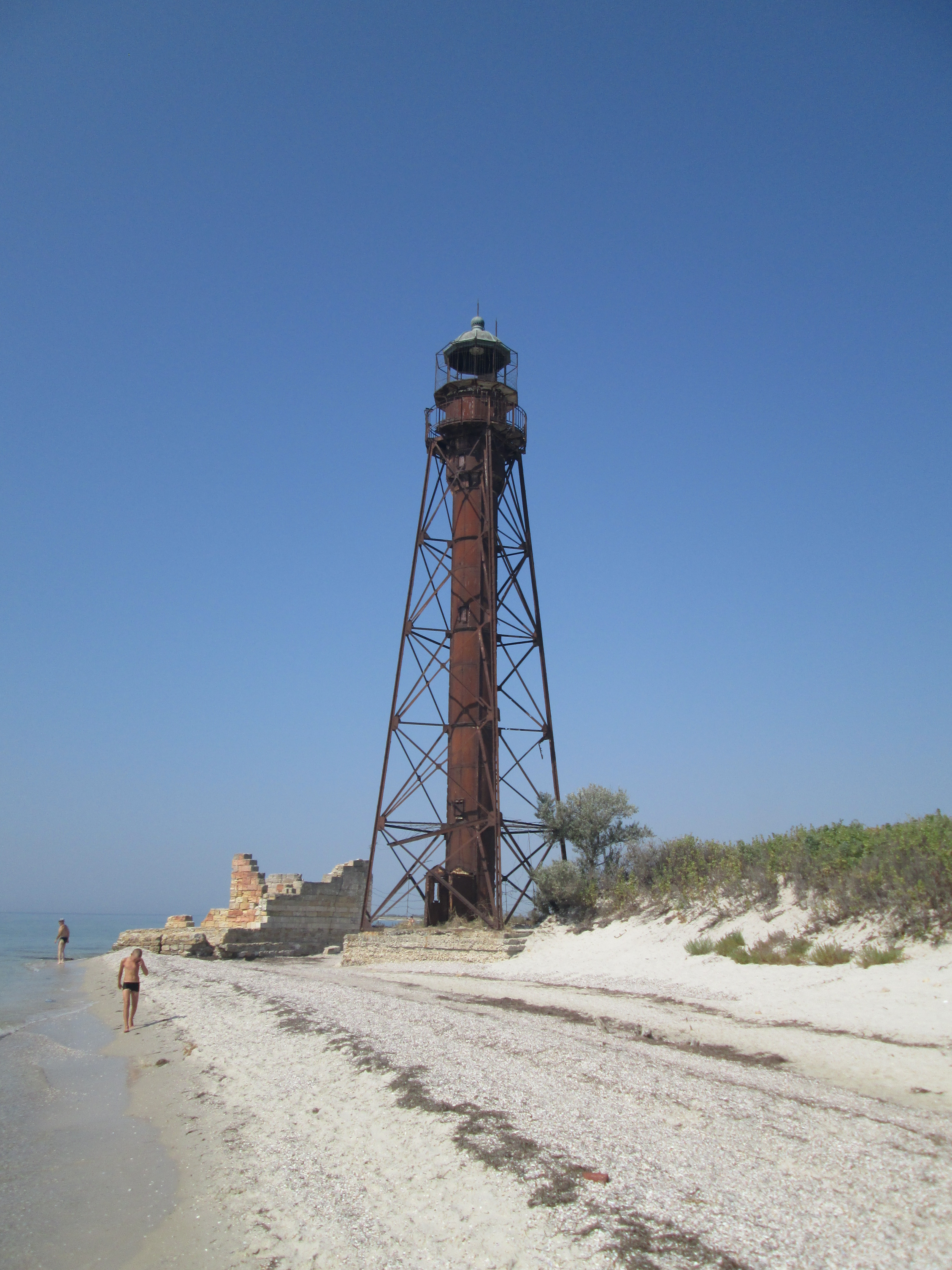
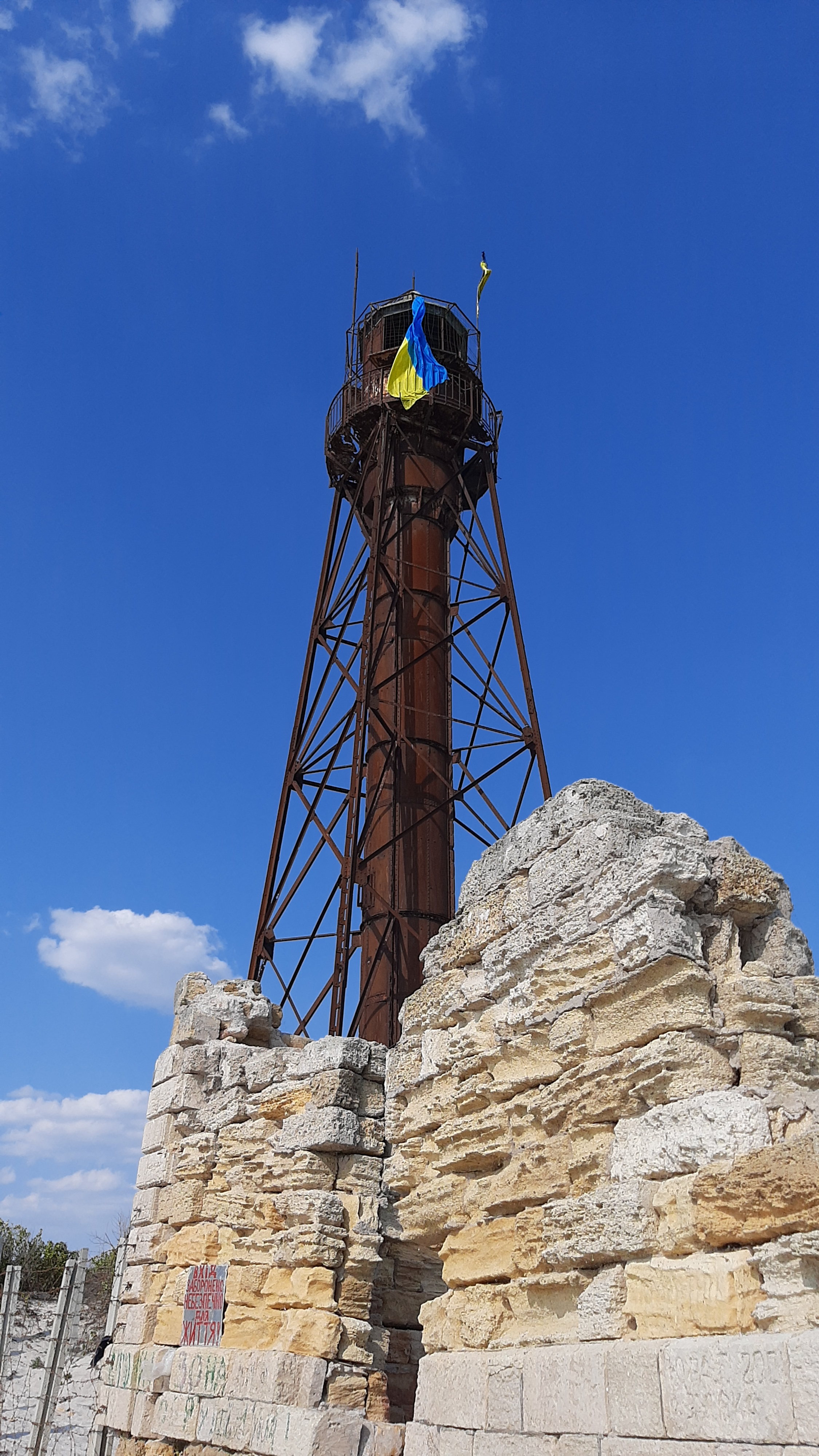

## Новий маяк
1997 року в 50 метрах від Джарилгацького маяка, за 200 метрів від моря, споруджено новий 24-метровий маяк. З оглядового майданчика сучасного маяка відкриваються красиві пейзажі. З одного боку острова — відкрите море, з іншого — Джарилгацькка затока.